# Instrukcja techniczna G-5
Instrukcja techniczna G-5 – archiwalne wytyczne techniczne zalecane do stosowania w Polsce zarządzeniem nr 16 Głównego Geodety Kraju z 3 listopada 2003.
Wytyczne techniczno-organizacyjne w sprawie prowadzenia ewidencji gruntów i budynków „Instrukcja G-5 – Ewidencja gruntów i budynków”, stanowiące zbiór norm dotyczących zakładania i prowadzenia ewidencji gruntów i budynków (katastru nieruchomości) oraz wykonywania opracowań geodezyjnych dla celów prawnych zgodnie z rozporządzeniem Ministra Rozwoju Regionalnego i Budownictwa z dnia 29 marca 2001 w sprawie ewidencji gruntów i budynków nie posiadają charakteru standardu – nie zostały wprowadzone rozporządzeniem Ministra Spraw Wewnętrznych i Administracji z dnia 24 marca 1999 r. w sprawie standardów technicznych dotyczących geodezji, kartografii oraz krajowego systemu informacji o terenie (Dz.U. z 1999 r. nr 30, poz. 297).
Wydanie I. z 2003 opracowane przez Stanisława Surowca, Andrzeja Hopfera, Tadeusza Lasotę, Stanisława Zarembę, Jerzego Jaworskiego jest szeroko krytykowane za zawieranie zapisów sprzecznych z nadrzędnym rozporządzeniem Ministra Rozwoju Regionalnego i Budownictwa z dnia 29 marca 2001 w sprawie ewidencji gruntów i budynków.
Instrukcja G-5 ustala nomenklatury i definicje podstawowych pojęć stosowanych w ewidencji gruntów i budynków (jako załącznik do instrukcji), kryteria budowy i eksploatacji komputerowych systemów ewidencji oraz normy techniczne dotyczące:
- zakładania i modernizacji ewidencji
- aktualizacji operatu ewidencyjnego
- zakładania i prowadzenia rejestru cen i wartości nieruchomości
- opracowań geodezyjnych i kartograficznych do celów prawnych

Obiektami podziału kraju dla celów ewidencji są:
- jednostka ewidencyjna
- obręb ewidencyjny
- działka ewidencyjna.

Położenie w przestrzeni punktów granicznych wyznaczających obiekty określa się w układzie współrzędnych płaskich prostokątnych 2000.